# Alexander Trocchi
Alexander Trocchi, né le 30 juillet 1925 à Glasgow et mort le 15 avril 1984 à Londres, est un intellectuel et romancier écossais, connu également pour sa participation à l'Internationale situationniste.

## Biographie
Alexander Trocchi est né d'un père italien et d'une mère écossaise.
De  1950 à 1956, Alexander Trocchi vit principalement à Paris, rue Campagne-Première. Il codirige la revue littéraire anglophone  Merlin, a collection of contemporary writing (Paris, 1952-1955) dans laquelle sont publiés entre autres Jean-Paul Sartre, Jean Genet, Eugène Ionesco. L'éditeur Maurice Girodias, fondateur d'Olympia Press, s'en rapproche, et offre à Trocchi de publier ses premiers romans, dont notamment Young Adam, ainsi que des travaux de traductions, et parmi ceux-ci, une adaptation de My Life and Loves de Frank Harris, de nombreux textes érotiques — sous le pseudonyme de Frances Lengel —, et la première traduction notable de Jean Genet en anglais (Journal du voleur).
En octobre 1955, il adhère au programme de l'Internationale lettriste, puis fait partie de l'Internationale situationniste (IS) dont il sera un membre influent, contribuant notamment en 1961 aux Thèses de Hambourg déterminantes dans la transformation du groupe et sa formulation d'une théorie révolutionnaire moderne. Il publie ainsi dans le numéro 8 de la revue Internationale situationniste l'important texte Technique du coup du monde.
Il quitte l'Europe en 1956 pour New York puis Hollywood (1957) et le Mexique (1958), non sans avoir contracté une addiction à l'héroïne. Revenu à New York, il y est durant l'été 1960 alors qu'il vient de publier chez Grove Press son dernier roman semi-autobiographique Cain's Book,  arrêté pour détention de stupéfiants et  apologie de la drogue. L'IS, réunie à Londres pour sa 4e conférence, publie le 7 octobre le tract Hands off Alexander Trocchi appelant au soutien des intellectuels et artistes pour sa libération. De nouveau arrêté en avril 1961 pour vente d'héroïne à un mineur, il profite d'une libération sous caution pour passer, grâce à des faux papiers fournis par Norman Mailer, au Canada  où il est réceptionné par le jeune poète Leonard Cohen, puis rejoint l'Angleterre pour s'impliquer dans les activités situationnistes. 
De 1961 à sa mort, il réside principalement à Londres. Il quitte le mouvement situationniste durant l'automne 1964, à la suite du lancement du « Projet Sigma ». Le 11 juin 1965, il participe au récital International Poetry Incarnation au Royal Albert Hall avec entre autres Allen Ginsberg.
En 2003, son roman publié en 1957, Young Adam, est adapté à l'écran.

## Ouvrages publiés

### Sous le nom de «Frances Lengel»
- Helen and Desire, Paris, The Olympia Press, 1954.
- The Carnal Days of Helen Seferis, coll. « The Atlantic Library », n° 7, The Olympia Press, 1954.
- Young Adam, The Olympia Press, 1954.
- White Thighs, The Olympia Press, 1955.
- School for Sin, The Olympia Press, 1955.

### Sous le nom de «Carmencita de las Lunas»
- Thongs, The Olympia Press, 1956.

### Sous son nom
- Frank Harris, My Life and Loves: Fifth Volume, adaptation, The Olympia Press, 1954.
- Sappho of Lesbos, New York, Castle Books, 1960.
- Cain's Book, Londres, John Calder et New York, Grove Press, 1960.
- Man at Leisure, poèmes, Londres, John Calder, 1972.

### Traduits en français
- Le Livre de Caïn, traduit par Aanda Golem, Paris, Julliard, collection Lettres nouvelles, 1962 — 2e traduction aux éditions du Lézard, par Edoardo Diaz, collection Littératures hallucinées, 1999,  (ISBN 9782910718183).
- Le Jeune Adam (Young Adam), traduit par Bernard Willerval, Paris, Buchet-Chastel, 1964.
- Anna en sa tanière, Paris, Marie Concorde éditeur, collection Olympia, 1970.
- Young Adam, traduit par Serge Quadruppani, Paris, Anne-Marie Métailié, collection Bibliothèque écossaise, 1997,  (ISBN 9782864242512).

## Pour approfondir